# Turner (Oregon)
Turner az Amerikai Egyesült Államok északnyugati részén, Oregon állam Marion megyéjében elhelyezkedő város, a salemi statisztikai körzet része. A 2020. évi népszámlálási adatok alapján 2454 lakosa van.
Városi rangot 1905. február 10-én kapott.

## Népesség
A 2010-es népszámláláskor a városnak 1854 lakója, 710 háztartása és 513 családja volt. A népsűrűség 499,7 fő/km2. A lakóegységek száma 768, sűrűségük 207 db/km2. A lakosok 93,2%-a fehér, 0,6%-a afroamerikai, 1,7%-a indián, 0,5%-a ázsiai,  2%-a egyéb, 2%-a pedig kettő vagy több etnikumú. A spanyol vagy latino származásúak aránya 7,3% (   )
A háztartások 33,1%-ában élt 18 évnél fiatalabb. 57,6% házas, 8,9% egyedülálló nő, 5,8% egyedülálló férfi, 27,7% pedig nem család. 23,5% egyedül élt; 15,3%-uk 65 éves vagy idősebb. Egy háztartásban átlagosan 2,61 személy élt; a családok átlagmérete 3,07 fő.
A medián életkor 39 év volt. A város lakóinak 25,5%-a 18 évesnél fiatalabb, 7,1% 18 és 24 év közötti, 24,8%-uk 25 és 44 év közötti, 24,4%-uk 45 és 64 év közötti, 18,3%-uk pedig 65 éves vagy idősebb. A lakosok 48,1%-a férfi, 51,9%-a pedig nő.

## Nevezetes személyek
- Dean Cromwell, atlétikaedző[7]
- Tyrell Williams, amerikaifutball-játékos[8]

## Fordítás
- Ez a szócikk részben vagy egészben  a   Turner, Oregon című angol Wikipédia-szócikk ezen változatának fordításán alapul.  Az eredeti cikk szerkesztőit annak laptörténete sorolja fel. Ez a jelzés csupán a megfogalmazás eredetét és a szerzői jogokat jelzi, nem szolgál a cikkben szereplő információk forrásmegjelöléseként.